# عرق إيساوان
عرق إيساوان هو عرق يقع في الصحراء الكبرى وبالضبط في الجزائر، يبلغ مساحته 38,000 كم 2.

## التضاريس
يقع عرق إيساوان بالقرب من جبال هقار. وهو جزء من حقل الكثبان الرئيسي الذي يمتد من عرق إيساوان في الشمال إلى العرق السوداني في الجنوب، وتحيط به منطقة مرزق الليبية. في الشمال، ينتهي عرق إيساوان عند هضبة تينغرت وفي الجنوب عند هضبة فضنون. إنها تتبع إلى حد كبير محيط 500 متر من المناظر الطبيعية المحيطة، حيث تقتصر معظمها على الأحواض. 
تراكمت الرمال في عرق إيساوان، تحت مستوى الكثبان الرملية، حتى عمق 20 إلى 30 مترا. بها كثبان هلالية بالإضافة إلى كثبان نجمية  بارتفاع 300 إلى 430 مترًا. إن وجود كل من الكثبان الرملية (التي تتشكل بسبب الرياح أحادية الاتجاه) والكثبان النجمية (التي تتشكل عندما ترسب الرياح من اتجاهات مختلفة الرمال) «يشير إلى أن أنظمة الرياح قد تغيرت بمرور الوقت». يلاحظ مرصد الأرض [الإنجليزية] التابع لوكالة الفضاء الأمريكية «ناسا» أن الأنواع الثلاثة من الكثبان الرملية موجودة في الصور الفضائية لعرق إيساوان المأخوذة من محطة الفضاء الدولية: كثبان ضخمة ثابتة، يمكن أن تستغرق مئات الآلاف من السنين لتتشكل؛ الكثبان الرملية متوسطة الحجم (بما في ذلك النجوم)، والتي تتكون على الكثبان الرملية الضخمة؛ ولكن الأصغر منها التي تهاجر على الأكبر منها. في صور ناسا، البقع الزرقاء الفاتحة في الوديان بين الكثبان الرملية (والتي تكون حمراء من أكسيد الحديد) هي عبارة عن السبخة، أو المسطحات الملحية، المتبقية بعد تبخر المياه المتراكمة.

## التاريخ الثقافي
تم العثور على القطع الأثرية والتماثيل واللوحات تعود للعصر الحجري الحديث في عرق إيساوان.

## الموارد الطبيعية
يحتوي عرق إيساوان على نفط. تم استكشاف حقل نفط تيفرنين من قبل شركة النفط الحكومية الجزائرية سوناطراك، والتي بدأت في تطوير الحقل بمساعدة أجنبية،  بما في ذلك من كوريا  وإسبانيا (وقعت ربسول اتفاقية للاستثمار والاستكشاف في عام 1990). كان حقل النفط قيد الإنتاج منذ أواخر عام 1998.